# Episodi di Buffy l'ammazzavampiri (terza stagione)
La terza stagione della serie televisiva Buffy l'ammazzavampiri è andata in onda negli Stati Uniti sul canale The WB dal 29 settembre 1998 al 13 luglio 1999.
In Italia è stata trasmessa su Italia 1 dal 12 marzo 2001 al 28 marzo 2001.
| nº | Titolo originale        | Titolo italiano            | Prima TV USA      | Prima TV Italia  |
| -- | ----------------------- | -------------------------- | ----------------- | ---------------- |
| 1  | Anne                    | Identità segreta           | 29 settembre 1998 | 12 marzo 2001    |
| 2  | Dead Men's Party        | La festa dei morti viventi | 6 ottobre 1998    | 13 marzo 2001    |
| 3  | Faith, Hope and Trick   | L'incantesimo              | 13 ottobre 1998   | 14 marzo 2001    |
| 4  | Beauty and the Beasts   | La bella e le bestie       | 20 ottobre 1998   | 15 marzo 2001    |
| 5  | Homecoming              | Il ballo di fine corso     | 3 novembre 1998   | 16 marzo 2001    |
| 6  | Band Candy              | I dolci della banda        | 10 novembre 1998  | 19 marzo 2001    |
| 7  | Revelations             | Rivelazioni                | 17 novembre 1998  | 19 marzo 2001    |
| 8  | Lover's Walk            | Il sentiero degli amanti   | 24 novembre 1998  | 20 marzo 2001    |
| 9  | The Wish                | Il desiderio               | 8 dicembre 1998   | 20 marzo 2001    |
| 10 | Amends                  | Espiazioni                 | 15 dicembre 1998  | 24 febbraio 2002 |
| 11 | Gingerbread             | Le streghe di Sunnydale    | 12 gennaio 1999   | 21 marzo 2001    |
| 12 | Helpless                | Compleanno di terrore      | 19 gennaio 1999   | 21 marzo 2001    |
| 13 | The Zeppo               | Il giorno dell'Apocalisse  | 26 gennaio 1999   | 22 marzo 2001    |
| 14 | Bad Girls               | Balthazar                  | 9 febbraio 1999   | 22 marzo 2001    |
| 15 | Consequences            | Fatta per uccidere         | 16 febbraio 1999  | 23 marzo 2001    |
| 16 | Doppelgangland          | Il mondo parallelo         | 23 febbraio 1999  | 23 marzo 2001    |
| 17 | Enemies                 | Tutti contro tutti         | 16 marzo 1999     | 26 marzo 2001    |
| 18 | Earshot                 | Poteri metafisici          | 21 settembre 1999 | 26 marzo 2001    |
| 19 | Choices                 | Scelte                     | 4 maggio 1999     | 27 marzo 2001    |
| 20 | The Prom                | Il ballo                   | 11 maggio 1999    | 27 marzo 2001    |
| 21 | Graduation Day (part 1) | La sfida (1ª parte)        | 18 maggio 1999    | 28 marzo 2001    |
| 22 | Graduation Day (part 2) | La sfida (2ª parte)        | 13 luglio 1999    | 28 marzo 2001    |

- Interpreti principali: Sarah Michelle Gellar (Buffy Summers), Nicholas Brendon (Xander Harris), Charisma Carpenter (Cordelia Chase), Alyson Hannigan (Willow Rosenberg), Seth Green (Oz), David Boreanaz (Angel) e Anthony Stewart Head (Rupert Giles)

## Identità segreta
- Titolo originale: Anne
- Diretto da: Joss Whedon
- Scritto da: Joss Whedon

### Trama
Mentre il gruppo di Buffy si dà da fare per tenere sotto controllo alcuni vampiri, Giles è alla disperata ricerca della sua Cacciatrice e Joyce è terribilmente preoccupata. Nel frattempo, Buffy si è trasferita a Los Angeles per superare il dolore della sparizione di Angel e qui lavora in una tavola calda, facendosi chiamare Anne (che è il suo autentico secondo nome), sopravvivendo alla giornata.
Durante le ore di lavoro, "Anne" incontra una coppia di giovani senzatetto. La ragazza Lily, che prima si faceva chiamare Chanterelle tra i seguaci dei vampiri, la riconosce e cerca di fare amicizia con lei; quando il suo ragazzo Rickie scompare, le chiede di ritrovarlo. Ben presto Buffy accetta di aiutarla, ma lo trova cadavere con l'aspetto di un vecchio.
Buffy, insospettita, decide di indagare su un centro di trasfusioni e su un certo Ken, che promette una casa e assistenza ai senzatetto; scopre che si tratta di un demone che sfrutta i figli di nessuno per portare avanti la sua fabbrica sotterranea in un mondo infernale.
Anche Buffy viene trascinata come schiava in questo luogo, dove combatterà usando una falce e un martello con l'aiuto di Lily, che finalmente riesce a ribellarsi a chi la sta sfruttando. Si metteranno tutti in salvo.
A quel punto, resasi conto che il suo destino è quello di salvare il mondo dalle forze del male, Buffy deciderà di tornare a Sunnydale. Lascerà il suo appartamento, il suo lavoro e persino il suo secondo nome a Lily, per permetterle di ricominciare da zero.
- Altri interpreti: Kristine Sutherland (Joyce Summers), Julia Lee (Lily), Carlos Jacott (Ken), Mary-Pat Green (dottoressa della banca del sangue), Chad Todhunter (Rickie), Larry Bagby (Larry Blaisdell), Michael Leopard (tipo del sud), James Lurie (insegnante), Barbara Pilavin (donna anziana), Alex Toma (Aaron), Harrison Young (vecchio), Dell Yount (giovane camionista), Harley Zumbrum (guardia demone), Jeff Pruitt (buttafuori)
- Musiche:
  - Back to Freedom (Bellylove): si sente al Bronze quando la gang parla della caccia e della mancanza di Buffy.
- Censure: quando Buffy scappa con i ragazzi dalla dimensione demoniaca, il cancello si chiude trafiggendo Ken nelle gambe. Ken urla e le dice "Tu hai rovinato..." e Buffy risponde "Hey, Ken, vuoi vedere la mia interpretazione di Gandhi?" e lo uccide con un colpo d'ascia. Lily dietro di lei chiede "Gandhi?" e Buffy risponde "Beh, sai, quando era davvero incazzato".

## La festa dei morti viventi
- Titolo originale: Dead Man's Party
- Diretto da: James Whitmore Jr.
- Scritto da: Marti Noxon

### Trama
Quando Buffy decide di tornare a casa, nessuno sa come comportarsi con lei: Joyce teme che possa scappare di nuovo, mentre Willow e Xander si sentono feriti per il modo in cui li ha trattati, allontanandosi senza dire niente; inoltre, il preside Snyder è contrario a riammetterla nella scuola.
Durante la festa di bentornato, Buffy si sente trascurata e, nel sentire sua madre parlare con l'amica Pat, fa le valigie in un momento di sconforto per andarsene di nuovo. Willow la scopre e finalmente i suoi cari si sfogano con lei, discutendo in modo impetuoso.
Nel frattempo, a causa di una maschera che Joyce ha portato alla sua abitazione dalla galleria d'arte, degli zombies si dirigono alla festa. Se uno dei morti viventi riuscisse a indossare la maschera diventerebbe un demone, quindi tutti iniziano a combattere in casa Summers sotto assedio. La maschera si impossessa di Pat, che affronta Buffy. Lei la sconfigge distruggendo la maschera con una pala, ma il corpo di Pat si dissolve assieme a tutti gli altri morti viventi.
Quello che è accaduto consente a Joyce di comprendere meglio lo stile di vita della Cacciatrice, a cui sua figlia è ormai abituata. Finalmente, Buffy e i suoi amici si riconciliano e lei e Willow si abbracciano con affetto. Infine, Giles convince Snyder a riammettere Buffy al liceo.
- Altri interpreti: Kristine Sutherland (Joyce Summers), Nancy Lenehan ("Pat" Patricia), Armin Shimerman (preside Snyder), Chris Garnant (tagliapietre #1), Jason Hall (Devon MacLeish), Paul Morgan Stetler (giovane dottore), Danny Strong (Jonathan Levinson), Heath Castor (ospite del party [non accreditato]), Scott Duthie (zombie festaiolo [non accreditato])
- Musiche:
  - Nevermind (Four Star Mary): si sente quando alla festa Buffy parla con Willow.
  - Sway (Four Star Mary): si sente alla festa a casa di Buffy.
  - Pain (Four Star Mary): si sente quando alla festa a casa di Buffy Giles telefona.
- Censure: quando gli zombi irrompono in casa, uno di loro spezza il collo al tipo che prima aveva risposto al telefono. Quando l'uomo ustionato muore, si rialza e attacca medici e infermieri. Buffy atterra uno zombie e sua madre chiede se sono vampiri: lei lo impaletta e poi risponde di no. Subito dopo in cucina, un altro zombie attacca Xander e Cordy cerca qualcosa per colpirlo. Patricia viene presa da dietro da uno zombie che le tappa la bocca e la porta via. Xander dice che gli zombie sono duri e ne atterra uno. Il discorso di Xander, mentre litiga con Buffy, viene sfumato malissimo, dando l'impressione di essere tagliato per la pubblicità.

## L'incantesimo
- Titolo originale: Faith, Hope & Trick
- Diretto da: James A. Contner
- Scritto da: David Greenwalt

### Trama
Due nuovi vampiri arrivano a Sunnydale. Il primo è Mr. Trick e il secondo è il maestro Kakistos, un vampiro talmente vecchio da avere le zampe caprine. I due vampiri sono in cerca della Cacciatrice, ma non di Buffy. Infatti in città è giunta una nuova Cacciatrice di nome Faith, attivata dopo la morte di Kendra.
Nel frattempo, Buffy viene ammessa nuovamente a scuola e continua a sognare Angel. Quando incontra Scott, un compagno di scuola che la corteggia, tra i due si crea dell'attrazione, ma quando il ragazzo le regala un anello lei perde la testa, perché le è tornato alla mente l'anello donatole da Angel.
Faith si presenta a Buffy e ai suoi amici. Tutti, tranne Buffy, sembrano interessati alle sue peripezie, in modo particolare Xander che la trova sexy. In seguito, si scopre il problema taciuto di Faith: il vampiro Kakistos ha ucciso la sua osservatrice e ora vuole uccidere anche lei. Giles si documenta su Kakistos: si tratta di un vampiro antico e potente, tanto che il suo corpo ha fattezze animali. 
Joyce inizia ad accettare con rassegnazione che Buffy sia una Cacciatrice costretta ad affrontare seri pericoli, ma trova confortante che Faith possa aiutarla nella lotta contro i demoni, semplificandole il lavoro.
Buffy e Faith affrontano insieme Kakistos, il quale le mette entrambe in difficoltà, ma Faith con un enorme palo di legno gli trafigge il cuore, uccidendolo. 
Liberandosi da un peso che la tormentava da mesi, Buffy riesce a confessare a Giles e Willow di aver ucciso Angel subito dopo essersi accorta che aveva riacquistato l'anima. Accetta di uscire con Scott, poi si reca alla vecchia villa dove uccise Angel per abbandonare l'anello regalatole dal vampiro come promessa d'amore. 
In seguito a questo gesto, Angel viene rigettato sulla Terra dalla dimensione dove era finito, in stato confusionale.
- Altri interpreti: Kristine Sutherland (Joyce Summers), K. Todd Freeman (Mr. Trick), Fab Filippo (Scott Hope), Jeremy Roberts (Kakistos), Eliza Dushku (Faith), Armin Shimerman (Preside Snyder), John Ennis (Manager), Jymm Thomas (Sé stesso [come Darling Violetta]), R.D. Price (Ragazzo delle pizze [non accreditato]).
- Note. La doppiatrice di Faith in Italia è la stessa di Jenny Calendar; la band che suona al Bronze mentre Faith balla sono i Darling Violetta, gli stessi autori della sigla di Angel.

## La bella e le bestie
- Titolo originale: Beauty and the Beasts
- Diretto da: James Whitmore Jr.
- Scritto da: Marti Noxon

### Trama
È notte di luna piena e Oz si chiude in gabbia. Xander si addormenta mentre fa la guardia e Oz scappa. Il mattino dopo, uno studente viene trovato morto nella foresta. Oz è sconvolto da quello che potrebbe aver fatto, mentre Buffy pattuglia per il bosco e si ritrova davanti, con grande sorpresa, Angel in uno stato animalesco e selvaggio. Lo atterra e lo porta nel luogo in cui viveva. Lo lega per non farlo fuggire. 
Buffy ha appuntamento con Platt, lo psicologo della scuola, al quale racconta della sua malsana relazione con Angel, grazie a metafore e similitudini che non rivelino la verità: Platt comprende che Buffy ha continuato ad amare il suo ex anche quando era diventato spietato, e le fa capire che se non imparerà a controllare i propri sentimenti saranno essi a dominarla. Lei intanto continua a uscire con Scott e conosce i suoi amici, Debbie e il suo fidanzato Pete. Purtroppo, Buffy trova Platt morto nel proprio ufficio, ucciso allo stesso modo del ragazzo ritrovato sbranato. Trovandosi costretto in gabbia, Oz non può essere il colpevole.
Tra le due vittime c'è un nesso: il ragazzo morto aveva avuto un litigio con Debbie e quest'ultima, inoltre, si faceva visitare da Platt, con il quale affermava di non andare d'accordo. Il responsabile si rivela essere Pete, il ragazzo di Debbie, che ha ucciso le vittime nella convinzione di proteggere la ragazza. Buffy e Willow interrogano Debbie, scoprendola come una donna maltrattata. Pete è infatti per lei una figura dominante, è geloso e possessivo nei suoi confronti e la picchia; Debbie è troppo debole per rifiutarlo e dipende dall'amore malato che li tiene uniti.
Pete si trasforma in un mostro e affronta Oz, che diventa un lupo. Faith spara un tranquillante su Oz facendolo addormentare, mentre Buffy affronta Pete. Quest'ultimo non riesce a contenere la propria rabbia e picchia Debbie uccidendola, intanto Angel si libera dalle catene e va in aiuto di Buffy, affronta Pete e lo uccide spezzandogli l'osso del collo.
Buffy dà il proprio conforto a Scott, il quale è sconcertato per quanto accaduto. Debbie e Pete erano suoi amici, ma ha capito che in realtà non li conosceva davvero. Pete, nella sua paranoia, credeva che Debbie lo avrebbe lasciato e aveva sintetizzato un elemento chimico per conferirgli una forza mostruosa. Buffy ha capito che Pete si è rovinato la vita solo per colpa della propria incapacità di dominare la sua stessa rabbia.
- Altri interpreti: Fab Filippo (Scott Hope), John Patrick White (Pete Clarner), Danielle Weeks (Debbie Foley), Phill Lewis (Mr. Platt), Eliza Dushku (Faith).
- Musiche:
  - Teenage Hate Machine di Marc Ferrari.

## Il ballo di fine corso
- Titolo originale: Homecoming
- Diretto da: David Greenwalt
- Scritto da: David Greenwalt

### Trama
Buffy accudisce Angel, che è ancora in un evidente stato confusionale. Per ora preferisce non rivelare ai suoi amici che è tornato in vita, ma vuole anche dedicarsi alle proprie ambizioni. Trattandosi dell'ultimo anno di liceo, vuole prepararsi per andare all'università. Si convince di aver costruito una solida relazione con Scott, ma lui decide di lasciarla perché all'inizio era attratto dalla sua forza di carattere, ma ultimamente ha notato che è diventata distratta e assente. Ciò perché in effetti lei pensa più spesso ad Angel.
Stanno per iniziare le elezioni della Reginetta di Primavera. La sicurezza che mostra Cordelia induce Buffy a candidarsi e a "combattere " con lei, in una lotta fino all'ultimo voto. Mentre si preparano ad andare alla festa in una comoda limousine, entrambe vengono attirate in una trappola da Mr. Trick, che voleva in realtà uccidere Buffy e Faith. Ha evidentemente confuso Cordelia per Faith, e ora sia lei che Buffy sono in pericolo. Le due ragazze prendono parte a quella che Trick chiama "la Slayerfest '98", ma trovano un telefono e avvisano Giles. 
Buffy confessa a Cordelia che voleva concorrere per il titolo di Reginetta solo per la soddisfazione di vivere la propria adolescenza con normalità, perché ormai riesce a identificarsi solo nel suo ruolo di Cacciatrice. Riescono a sfuggire solo per miracolo e raggiungono la scuola, ma vengono inseguite dai loro persecutori che Buffy riesce a uccidere con l'astuzia. 
Intanto, Xander e Willow capiscono di provare dell'attrazione l'uno per l'altra. Il sindaco di Sunnydale propone a Mr. Trick di lavorare per lui. Buffy e Cordelia riescono ad arrivare all'elezione della Reginetta di Primavera, che viene vinta a pari merito dalle altre due candidate.
- Altri interpreti: K. Todd Freeman (Mr. Trick), Jeremy Ratchford (Lyle Gorch), Fab Filippo (Scott Hope), Ian Abercrombie (Vecchio), Harry Groener (Sindaco Richard Wilkins), Eliza Dushku (Faith), Jermyn Daube (Frederick), Joseph Daube (Hans), Lee Everett (Candy Gorch), Jason Hall (Devon MacLeish), Billy Maddox (Frawley), Tori McPetrie (Michelle), Jack Plotnick (Vicesindaco Allan Finch), Chad Stahelski (Kulak), Danny Strong (Jonathan Levinson), Jennifer Hetrick (Ms. Moran [non accreditato]).
- Musiche:
  - mentre i ragazzi discutono al Bronze si sente Fell Into The Loneliness di Lori Carson
  - mentre a scuola fanno le foto per l'annuario si sente Jodi Foster dei Pinehurst Kids
  - How  di Lisa Loeb si sente quando Willow e Xander si baciano
  - All The Pain Money Can Buy di Fastball si sente durante la campagna elettorale di Buffy e Cordelia.

## I dolci della banda
- Titolo originale: Band Candy
- Diretto da: Michael Lange
- Scritto da: Jane Espenson

### Trama
Il preside Snyder obbliga i ragazzi della scuola a vendere delle barrette di cioccolata che gli sono state consegnate dall'Economato, per devolvere il ricavato alla banda musicale dell'istituto. Buffy è stressata, dato che Giles e Joyce non fanno che tenerla sotto controllo sovraccaricandola di responsabilità; è evidente che non si fidano di lei dopo che è scappata di casa. 
A distribuire le barrette di cioccolato sono stati Ethan Rayne e Mr. Trick.
Gli adulti che hanno mangiato la cioccolata, oltre a esserne golosi, regrediscono a livello emotivo e si comportano da adolescenti, compresi Giles e Joyce, che finiscono col fare sesso assieme.  Intanto, Buffy, Willow e Oz notano che è strano che i vampiri per tutta la notte non si siano fatti vivi, da ciò ne deducono che le barrette servono solo a distrarre la comunità.
Buffy costringe Ethan con le cattive a confessare la verità: i vampiri approfittano dello stato emotivo degli adulti assuefatti dalla cioccolata e rapiscono i neonati per darli come tributo al demone Lurconis. Buffy raggiunge i neonati e li salva, infine uccide Lurconis bruciandolo vivo, mentre l'effetto della cioccolata svanisce e gli adulti tornano normali.
- Altri interpreti: Kristine Sutherland (Joyce Summers), K. Todd Freeman (Mr. Trick), Robin Sachs (Ethan Rayne), Harry Groener (sindaco Richard Wilkins), Armin Shimerman (preside Snyder), Jason Hall (Devon MacLeish), Peg Stewart (Ms. Barton).

## Rivelazioni
- Titolo originale: Revelations
- Diretto da: James A. Contner
- Scritto da: Douglas Petrie

### Trama
La nuova osservatrice di Faith, Gwendolyn Post, è stata mandata dal Consiglio per valutare il lavoro di Giles e per istruire Faith. Mentre Faith e la nuova osservatrice cercano di legare assieme, i rapporti tra Buffy e Giles diventano tesi. Giles scopre, grazie a Xander, che Angel è vivo e che Buffy lo nasconde a tutti.
La gang è arrabbiata con Buffy, e Xander, in un impeto d'ira, racconta a Faith tutta la verità su Angelus. Faith decide di ucciderlo, senza sapere che in realtà il vampiro li sta aiutando a distruggere il pericoloso Guanto di Mynigon, prima che il demone Lagos ci metta sopra le mani. Quando Lagos viene ucciso da Buffy che lo decapita, si scopre che Gwendolyn Post è malvagia: vuole il guanto, che le conferirebbe un tremendo potere. Riesce a mettere Buffy e Faith l'una contro l'altra e, approfittando del momento in cui le due Cacciatrici stanno lottando, indossa il guanto. Subito dopo, tenta di uccidere Willow con il nuovo potere conferitole, ma Buffy le taglia la mano e la donna viene distrutta dall'implosione del guanto. 
Giles scopre che Gwendolyn Post non era stata mandata dal Consiglio degli Osservatori. Ne aveva fatto parte, ma era stata ripudiata due anni prima perché faceva uso di magia nera. Buffy e Faith all'apparenza si riconciliano, ma il fatto che si siano affrontate ha chiaramente generato uno strappo nel loro rapporto.
- Altri interpreti: Serena Scott Thomas (Gwendolyn Post), Eliza Dushku (Faith), Jason Hall (Devon MacLeish), Kate Rodger (Paramedico)

## Il sentiero degli amanti
- Titolo originale: Lovers Walk
- Diretto da: David Semel
- Scritto da: Dan Vebber

### Trama
Giles, Joyce e tutti gli amici di Buffy sono orgogliosi di lei perché ha preso un punteggio altissimo ai test attitudinali. Giles ritiene che dovrebbe prende in considerazione l'idea di andare all'università, anche perché se Faith rimanesse in città la presenza di Buffy non sarebbe più indispensabile.
Spike, ubriaco e con il cuore spezzato per essere stato lasciato da Drusilla, torna a Sunnydale, dove rapisce Xander e Willow. Vuole farsi fare un incantesimo d'amore perché la sua Drusilla torni da lui. Richard Wilkins, il sindaco di Sannydale, è infastidito dalla presenza di Spike perché l'anno precedente quest'ultimo aveva creato non pochi problemi alla città.
Nel frattempo, Spike si rende conto che, seppure Buffy e Angel tentino di restare solo amici, tra loro c'è ancora qualcosa di più.  Buffy e Angel decidono di aiutarlo a trovare gli ingredienti per la fattura d'amore, ma vengono attaccati da alcuni vampiri che un tempo lavoravano per Spike. Li affrontano insieme e li sconfiggono, ma Spike ritrova la sua aggressività e decide di fare a meno della fattura d'amore, ritenendo che il suo modo di riconquistare Drusilla sia quello di maltrattarla.
Willow e Xander, mentre sono imprigionati, si baciano con passione. Proprio in quel momento Oz e Cordelia arrivano a salvarli e restano scioccati dalla scena. Cordelia si volta per scappare di corsa, il pavimento cede e lei cade giù, impalata nella schiena da una barra di metallo. Finisce in ospedale e, dopo essersi ristabilita, dice a Xander di non volerlo vedere mai più.
- Altri interpreti: Kristine Sutherland (Joyce Summers), Harry Groener (Sindaco Richard Wilkins), James Marsters (Spike), Mark Burnham (Lenny [come Marc Burnham]), Suzanne Krull (Clerk), Jack Plotnick (Vicesindaco), Jim Jenkins (Prete [non accreditato]).

## Il desiderio
- Titolo originale: The Wish
- Diretto da: David Greenwalt
- Scritto da: Marti Noxon

### Trama
Cordelia torna a scuola e la sua amica Harmony le presenta una nuova studentessa con la quale fa amicizia, Anya. Mentre discutono, le dice che la causa di tutte le sue sventure è Buffy e desidera che la Cacciatrice non fosse mai giunta a Sunnydale. Si scopre che Anya in realtà è un demone della vendetta, Anyanka, le regala una collana, lei fa diventare realtà ogni desiderio espresso da una donna tradita.
Ci ritroviamo in un mondo terribile, dove il Bronze è la sede dei vampiri, c'è il coprifuoco in città, Buffy non è mai arrivata, Xander e Willow sono vampiri più devoti del Maestro che è ancora vivo, Angel è il giocattolo di Willow. Giles con Oz, Larry e altri ragazzi fanno gli acchiappa demoni. Cordelia viene ben presto uccisa da Xander e Willow, ma riesce prima a dire a Giles di chiamare la Cacciatrice Buffy. Una Buffy molto spavalda, fredda e autoritaria che abita a Cleveland, giunge a Sunnydale per affrontare il Maestro. Angel, che anche in questa realtà ha un'anima, aiuta Buffy nella lotta contro i vampiri ma Xander lo uccide. Giles, vede che Cordelia portava al collo la collana che Anyanka le aveva regalato, facendo una ricerca riesce subito a collegare la collana al demone della vendetta, avendo notato che Cordelia non riconosceva il mondo che la circondava non tarda a capire che la realtà che loro conoscono è solo frutto di una distorsione che Anyanka ha generato con i suoi poteri.
Buffy uccide Xander mentre Oz riesce a uccidere Willow, purtroppo il Maestro spezza il collo a Buffy. Fortunatamente, Giles riesce a evocare Anyanka e, distruggendo il suo ciondolo che è la fonte del suo potere, riesce ad annullare il desiderio. Così si torna nel mondo normale, dove tutto è come prima, come se non fosse successo nulla. Anya però è diventata umana.
- Altri interpreti: Emma Caulfield (Anya), Mark Metcalf (il Maestro), Larry Bagby (Larry Blaisdell), Mercedes McNab (Harmony Kendall), Nathan Anderson (John Lee), Nicole Bilderback (Seguace di Cordelia #1), Robert Covarrubias (Curatore), Gary Imhoff (Insegnante), Mariah O'Brien (Nancy), Danny Strong (Jonathan Levinson), Devin Reeve (Vampiro [non accreditato]).

## Espiazioni
- Titolo originale: Amends
- Diretto da: Joss Whedon
- Scritto da: Joss Whedon

### Trama
Mentre tutti si preparano al Natale, Angel è tormentato da incubi e apparizioni delle sue vittime e si domanda il motivo per cui si ritrova nel mondo dei vivi. In cerca di risposte si reca da Giles che non lo ha ancora perdonato, ma gli permette l'ingresso in casa armato di un attrezzo medievale; scappa però sopraffatto dall'angoscia nel vedere il fantasma di Jenny.
Quando Buffy inizia a entrare nei sogni di Angel, assiste ad alcune cose terribili del suo passato. Nel frattempo, lo spettro del male primordiale si presenta ad Angel per comunicargli che è stato riportato indietro dall'inferno con lo scopo di uccidere la Cacciatrice.
Durante il sonno, c'è una scena di sesso tra Angel e Buffy dove lui rivela l'istinto malvagio di farle del male. Lei comprende che il vampiro rischia la dannazione e capisce che un trio di stregoni, chiamati Bringers, ne è la causa; combattendoli incontrerà il Primo che è il male originale.
Angel decide di uccidersi esponendosi alla luce del giorno. Buffy lo raggiunge poco prima che il sole sorga e, disperata, lo scongiura di ripensarci. I sensi di colpa di Angel sono terribili, ma Buffy non è pronta a perderlo di nuovo, benché lei stessa abbia avuto modo di confrontarsi con la sua malvagità, e nonostante in precedenza avesse desiderato che lui morisse. Lo scongiura di non smettere di lottare e, mentre discutono, inizia a nevicare per la prima volta nella storia di Sunnydale, con le nubi che oscurano del tutto il cielo.
- Altri interpreti: Kristine Sutherland (Joyce Summers), Saverio Guerra (Willy the Snitch), Shane Barach (Daniel), Edward Edwards (Fantasma maschio), Cornelia Hayes O'Herlihy (Margaret), Robia LaMorte (Jenny Calendar), Eliza Dushku (Faith), Tom Bailey (venditore di alberi [come Tom Michael Bailey]), Mark Kriski (uomo del meteo).
- Musiche: 
  - Can't Get Enough of Your Love di Barry White si sente quando Oz arriva a casa di Willow.

## Le streghe di Sunnydale
- Titolo originale: Gingerbread
- Diretto da: James Whitmore Jr.
- Scritto da: Thania St. John e Jane Espenson (soggetto); Jane Espenson (sceneggiatura)

### Trama
Quando Joyce decide di portare uno spuntino a Buffy, durante un pattugliamento nel parco, trova i cadaveri di due bambini.
Tutta la comunità di Sunnydale è sconvolta per questo rinvenimento. Per opera di Joyce viene fondata un'Associazione contro l'occulto poiché sono tutti convinti che si tratti dell'opera di alcune streghe. Snyder ordina di aprire tutti gli armadietti della scuola. In quelli di Amy, Willow e di un altro ragazzo trovano del materiale compromettente. La comunità decide che le streghe verranno bruciate al rogo, insieme a tutti i libri sull'occulto trovati nella biblioteca di Giles. Gli adulti si trovano sotto l'influenza degli spiriti dei due bambini trovati morti, che si scoprono essere una specie di Hänsel e Gretel demoniaci, capaci di mostrarsi ogni 50 anni dal 1649. Giles usa un incantesimo per rivelare il demone e Buffy lo uccide. Sono tutti salvi, anche se Amy per sfuggire al rogo si è dovuta trasformare in un topo.
- Altri interpreti: Kristine Sutherland (Joyce Summers), Elizabeth Anne Allen (Amy Madison), Harry Groener (Sindaco Richard Wilkins), Jordan Baker (Sheila Rosenberg), Armin Shimerman (Preside Snyder), Lindsay Taylor (ragazzina), Shawn Pyfrom (Ragazzino), Blake Soper (Michael Czajak [come Blake Swendson]), Grant Garrison (Roy), Roger W. Morrissey (Demone [come Roger Morrissey]), Daniel Tamm (MOOster), Tom Tangen (Cittadino [non accreditato]).

## Compleanno di terrore
- Titolo originale: Helpless
- Diretto da: James A. Contner
- Scritto da: David Fury

### Trama
È il diciottesimo compleanno di Buffy e Giles è costretto a iniettarle una sostanza che le toglie tutti i poteri. Fa tutto parte del suo Cruciamentum, un rito di passaggio imposto dal Consiglio degli Osservatori. Buffy verrà rinchiusa in una casa con un malvagio vampiro psicopatico, che però riesce a sfuggire e rapisce Joyce. Buffy, indifesa e senza forze, si reca sul luogo per affrontare il vampiro.
Kralik è molto forte, ma necessita di alcune pillole per calmare i dolori. Buffy riesce a salvare sua madre e se stessa, non grazie alla forza fisica ma grazie alla propria intelligenza. Fa assumere al vampiro le pillole con un bicchiere di acqua benedetta, che essendo letale per il vampiro lo dissolve. Mentre il Consiglio è soddisfatto del comportamento di Buffy, non lo è di quello di Giles che, a causa dell'amore filiale che nutre per la Cacciatrice, l'aveva avvisata per tempo del pericolo che stava correndo. Giles viene licenziato e d'ora in avanti non sarà più l'Osservatore di Buffy.
- Altri interpreti: Kristine Sutherland (Joyce Summers), Jeff Kober (Zackary Kralik), Harris Yulin (Quentin Travers), Nick Cornish (Ragazzo), Don Dowe (Operaio edile), David Jones (Hobson [come David Haydn-Jones]), Dominic Keating (Blair).

## Il giorno dell'Apocalisse
- Titolo originale: The Zeppo
- Diretto da: James Whitmore Jr.
- Scritto da: Dan Vebber

### Trama
Stanco di essere lo zimbello della scuola, Xander si fa prestare una luccicante auto da suo zio e con quella cerca di fare conquiste.
Mentre il resto del gruppo è indaffarato a cercare d'impedire alla Sorellanza di Jhe di aprire la Bocca dell'Inferno, Xander vive la sua personale battaglia.
Si unisce accidentalmente a una banda, composta da Jack O' Toole e i suoi amici zombies, che lo vuole iniziare uccidendolo per renderlo uno zombie. Quando Xander riesce a scappare, si imbatte in Faith e l'aiuta a uccidere un demone. Subito dopo, giunti nell'appartamento di Faith, presa dall'adrenalina lei lo seduce, facendo perdere la verginità al ragazzo. Nel frattempo, gli zombies hanno messo una bomba nel seminterrato della scuola e Xander riuscirà a evitare l'esplosione, senza che i suoi amici vengano a sapere quanto sia stato coraggioso.
Intanto, Buffy e gli altri riescono a sconfiggere i demoni usciti dalla Bocca dell'Inferno e a richiuderla.
- Altri interpreti: Saverio Guerra (Willy the Snitch), Channon Roe (Jack O'Toole), Michael Cudlitz (Bob), Eliza Dushku (Faith), Vaughn Armstrong (Poliziotto), Whitney Dylan (Lysette), Darin Heames (Parker), Scott Torrence (Dickie).
- Musiche:
  - mentre Xander parla con la ragazza bionda si sente G Song dei Supergrass
  - mentre Xander guida la macchina in giro per Sunnydale si sente Easy di Tricky Woo;

## Balthazar
- Titolo originale: Bad Girls
- Diretto da: Michael Lange
- Scritto da: Douglas Petrie

### Trama
A Sunnydale arriva il nuovo Osservatore di Buffy, Wesley Wyndam-Pryce. Nonostante né Buffy né Faith gli prestino troppa attenzione, lavorano insieme per indagare su dei vampiri armati di spada, che le due hanno incontrato la sera prima. Si tratta di vampiri che fanno parte della setta El Eliminanti, utili a Balthazar, un brutto e viscido demone che secondo Wesley è morto già da tempo. Angel mette in guardia Buffy perché, contrariamente a quanto ha detto Wesley, in realtà Balthazar è ancora vivo. Balthazar rivuole il suo amuleto, ma riescono ad appropriarsene Buffy e Faith che lo affidano ad Angel. Buffy viene sedotta dal lato selvaggio di Faith: insieme rubano armi e si scatenano nelle danze al Bronze, ma finiscono col mettersi nei guai con la polizia. Un vampiro che lavora per Balthazar attacca Wilkins, ma Mr. Trick lo cattura. Wilkins è concentrato sull'Ascensione. I vampiri di Balthazar rapiscono Wesley e Giles, di conseguenza Buffy, Angel e Faith vanno a salvarli. Quest'ultima uccide per sbaglio il vicesindaco Finch che stava spiando Balthazar e, malgrado ne sia rimasta sorpresa, ammette a Buffy che non le importa molto. Intanto, la gang salva i due Osservatori e Buffy, Angel e Giles affrontano i vampiri, uccidendoli tutti. Balthazar cerca di uccidere Angel, ma Buffy, con un cavo elettrico, lo folgora. Il demone, prima di morire, gli rivela l'arrivo di qualcosa di terribile, riferendosi all'Ascensione a cui aspira Wilkins. Quest'ultimo fa un incantesimo e il suo corpo diventa invincibile: libera il vampiro che aveva catturato che, con una spada, taglia in due la testa di Wilkins; questa però si rigenera e Mr. Trick uccide il vampiro.
- Altri interpreti: Kristine Sutherland (Joyce Summers), Harry Groener (Sindaco Richard Wilkins), K. Todd Freeman (Mr. Trick), Jack Plotnick (Vicesindaco Allan Finch), Alexis Denisof (Wesley Wyndam-Pryce), Christian Clemenson (Balthazar), Eliza Dushku (Faith), Wendy Clifford (Mrs. Taggert), Ron Roggé (Poliziotto [come Ron Rogge]), Alex Skuby (Vincent), Marcus Salgado (Vampiro [non accreditato]).
- Musiche: al Bronze mentre Buffy e Faith ballano si sente Chinese Burn di Curve.

## Fatta per uccidere
- Titolo originale: Consequences
- Diretto da: Michael Gershman
- Scritto da: Marti Noxon

### Trama
Buffy cerca di fare leva sui sensi di colpa di Faith per convincerla a confessare l'omicidio, ma Faith si comporta freddamente e dice a Giles che è stata Buffy a uccidere Finch. Giles finge di crederle, mentre Xander, convinto di essere "vicino" a Faith, decide di parlarle, ma ottiene solo di essere quasi strozzato, se non fosse per Angel che lo salva colpendo Faith. Angel porta Faith a casa sua, la incatena per non farla fuggire e cerca di aiutarla a redimersi.
Wesley e un gruppo di uomini del Consiglio hanno la cattiva idea di colpire Angel e di rapire Faith, perché venga portata al Consiglio dove verrà giudicata. Quando Faith scappa, Buffy la trova ma vengono attaccate da alcuni vampiri. Faith salva la vita a Buffy, uccide Mr. Trick e si reca dal sindaco Wilkins, per chiedergli se ci sia un posto libero per lei.
- Altri interpreti: Kristine Sutherland (Joyce Summers), Harry Groener (Sindaco Richard Wilkins), K. Todd Freeman (Mr. Trick), Jack Plotnick (Vicesindaco Allan Finch), Alexis Denisof (Wesley Wyndam-Pryce), James MacDonald (Detective Stein [come James G. MacDonald]), Eliza Dushku (Faith), Patricia Place (Donna), Amy Powell (Telegiornalista), Scott Duthie (Thug [non accreditato]).

## Il mondo parallelo
- Titolo originale: Doppelgangland
- Diretto da: Joss Whedon
- Scritto da: Joss Whedon

### Trama
Anya vuole tornare a essere un demone della vendetta, infatti benché lei abbia oltre mille anni dopo la distruzione del medaglione ora è condannata a essere una mortale, costretta a frequentare il liceo. Anya non riceve nessun aiuto dai demoni, i quali ritengono che il tempo di Anya come demone della vendetta è giunto al termine. Wesley e Giles sottopongono Buffy e Faith a un allenamento intenso, tutti ignari che ora Faith lavora segretamente per Wilkins, tanto che quest'ultimo la porta a vivere in un lussuoso appartamento.
Willow pratica la magia con maggiore controllo, intanto Snyder la costringere a dare ripetizioni a Percy, un atleta della scuola, il quale però vuole costringerla a fare i compiti al suo posto. Anya convince Willow a fare con lei un incantesimo, ciò che brama è recuperare il medaglione nella realtà alternativa che aveva creato riavvolgendo il tempo dato che proprio lì è andato distrutto, ma Willow durante l'incantesimo capisce che Anya non ha buone intenzioni e quindi interrompe la magia. Purtroppo l'incantesimo ha avuto comunque una conseguenza perché riavvolgendo il tempo in quella realtà hanno salvato la Willow vampiro di quel mondo, poco prima che Oz la uccidesse, proiettandola nella loro realtà.
Wilkins manda dei vampiri a uccidere Buffy e i suoi amici, ma la Willow vampiro li sconfigge guadagnandosi il loro rispetto, e diventando il loro capo. La Willow vampiro va al Bronze e picchia Percy, lì ci sono anche Anya, Oz e Angel, quest'ultimo scappa per avvertire Buffy, lei e i suoi amici all'inizio credevano che la loro amica fosse diventata un vampiro, ma poi capiscono che le Willow sono due. La Willow vampiro e i suoi nuovi seguaci tengono in ostaggio tutti coloro che sono al Bronze, poi la Willow vampiro va a scuola a cerca di sequestrare la sua controparte umana dato che Anya, avendo capito che lei viene dal mondo parallelo che aveva generato, stringe un'alleanza con lei ma serve la magia di Willow per ottenere ciò che vogliono. Willow con un fucile spara un tranquillante al suo alter ego vampiro facendola addormentare e chiudendola in una gabbia.
Willow si spaccia per la sua versione vampiro e va al Bronze tentando di convincere gli altri vampiri a non fare del male agli ostaggi, ma Anya capisce che quella è la vera Willow. Intervengono Buffy, Giles, Angel e Xander che affrontano i vampiri e li sconfiggono salvando gli ostaggi. Cordelia, vedendo la Willow vampiro in gabbia, ignara che quella non è la Willow che conosce, la libera, quest'ultima tenta di aggredire Cordelia ma Wesley la salva allontanando la Willow vampiro minacciando di usare contro di lei l'acqua santa. La Willow vampiro cerca di uccidere la sua versione umana ma Buffy riesce a fermarla, tuttavia Willow le chiede di non ucciderla, trovando invece giusto che la sua controparte vampira torni nella propria dimensione.
Giles e Anya con un incantesimo riportano la Willow vampiro nel suo mondo, indietro nel tempo all'istante in cui Oz la uccide, trovando definitivamente la morte. Dopo quanto accaduto Percy, terrorizzato dalla Willow vampiro, decide di essere più gentile con lei iniziando a studiare con più serietà.
- Altri interpreti: Emma Caulfield (Anya), Harry Groener (Sindaco Richard Wilkins), Alexis Denisof (Wesley Wyndam-Pryce), Ethan Erickson (Percy West), Eliza Dushku (Faith), Armin Shimerman (Preside Snyder), Sarah Bettens (Sé stessa [come K's Choice]), Corey Michael Blake (Cameriere), Megan Gray (Sandy), Jason Hall (Devon MacLeish), Norma Michaels (Donna anziana), Michael Nagy (Alfonse), Jennifer Nicole (Doppia di Willow), Andy Umberger (D'Hoffryn).

## Tutti contro tutti
- Titolo originale: Enemies
- Diretto da: David Grossman
- Scritto da: Douglas Petrie

### Trama
Faith è stata reintegrata dal consiglio degli Osservatori, quindi lei e Buffy tornano a lavorare insieme. Un demone si avvicina a entrambe: è disposto a dare alle due Cacciatrici i Libri dell'Ascensione, ma in cambio di cinquemila dollari. Faith, che ora lavora per Wilkins, uccide il demone e prende i libri. Giles e Wesley non hanno mai sentito parlare dell'Ascensione, provano a documentarsi e scoprono che, durante un'Ascensione, un intero villaggio venne distrutto.
Faith va da Angel per sedurlo e fargli perdere l'anima. Angel ovviamente non ci casca e Faith se ne torna arrabbiata da Wilkins, che la tranquillizza dicendole che gli porteranno via l'anima in un altro modo. Con l'aiuto di un demone, Faith riesce a portare via l'anima ad Angel, che torna Angelus e passa dalla parte del male con lei. 
Intanto Oz, Willow, Cordelia e Wesley fanno delle ricerche su Wilkins e trovano delle sue foto risalenti a tanti anni prima, dove lui pare non invecchiare mai, come fosse un centenario. Wilkins cerca di far passare Angel dalla sua parte. Quest'ultimo gli ferisce la mano con un tagliacarte, ma non solo Wilkins non accusa dolore ma la ferita si rigenera da sola.
Angel, aiutato da Faith, rapisce Buffy e, a quel punto, Faith bacia Angel davanti a lei, si vanta della sua posizione e le dice tutto sull'Ascensione, spiegandole che è stato Wilkins a fondare Sunnydale in modo da rendere la città una facile preda per i demoni. L'Ascensione avverrà il giorno del diploma e Wilkins si trasformerà in un demone potentissimo. Una volta saputo tutto quello che volevano, Angel e Buffy rivelano la messa in scena: Angel ha finto di aver perso l'anima solo per estorcerle informazioni. 
Buffy ha la possibilità di uccidere Faith, ma non ha il coraggio di farlo e Faith scappa via. Il demone che aveva fatto l'incantesimo a Angel è un conoscente di Giles che li aveva aiutati con il tranello. Nonostante fosse solo finzione, Buffy è rimasta sconvolta nel vedere Faith e Angel baciarsi.
- Altri interpreti: Kristine Sutherland (Joyce Summers), Harry Groener (Sindaco Richard Wilkins), Alexis Denisof (Wesley Wyndam-Pryce), Michael Manasseri (Demone), Gary Bullock (Uomo incappucciato), Eliza Dushku (Faith)

## Poteri metafisici
- Titolo originale: Earshot
- Diretto da: Regis Kimble
- Scritto da: Jane Espenson

### Trama
Buffy affronta due demoni senza bocca: uccide il primo, ma il secondo riesce a scappare. Giles poco dopo la mette in guardia, poiché quel tipo di demone può infettare col proprio sangue e le conseguenze sono impensabili. Buffy è stata effettivamente infettata e scopre di aver acquisito la psicocinesi, cioè riesce a leggere nella mente delle persone senza volerlo.
Sospettando che Angel possa provare dell'attrazione per Faith, tenta di scoprirlo leggendo nella sua mente, ma le risulta impossibile perché lui stesso le spiega che i vampiri sono immuni alla psicocinesi. Le giura tuttavia di non provare nulla per Faith. In oltre 200 anni è stato con tantissime donne, ma Buffy è la sola che ha amato. Lei all'inizio sembra felice dei poteri psicocinetici di cui dispone, potendo trarne dei vantaggi, ma poi inizia a sentirsi male. Non può gestire il flusso che continua inevitabilmente a captare e, come se non bastasse, i suoi amici si sentono a disagio trovando imbarazzante che Buffy possa leggere i loro intimi pensieri.
La ragazza, mentre si trova a scuola, percepisce il pensiero di una persona che desidera uccidere gli studenti.
Giles scopre che c'è stato un precedente: in Ecuador un uomo aveva acquisito il potere della psicocinesi ed era impazzito.  Nel frattempo, con Wesley prepara una pozione che inibirà il potere psicocinetico di Buffy, anche grazie ad Angel, il quale ha ucciso il secondo demone senza bocca strappandogli il cuore, organo indispensabile all'incantesimo.
Quando Buffy ritrova la propria lucidità grazie all'incantesimo giunto a compimento, all'inizio pensa sia Jonathan a voler fare strage dei suoi compagni di scuola, con un fucile di precisione dalla torretta del liceo. Tenta di farlo desistere, ma poi il ragazzo rivela di non voler nuocere a nessuno, ma commettere un suicidio. In quel momento, Xander scopre che la cuoca della mensa ha in programma di uccidere tutti gli studenti inserendo nel cibo del veleno per topi. Il ragazzo impedisce ai suoi compagni di mangiare il cibo intossicato, ma lei tenta di farlo fuori, finché non arriva Buffy che la mette fuori combattimento.
- Altri interpreti: Kristine Sutherland (Joyce Summers), Alexis Denisof (Wesley Wyndam-Pryce), Ethan Erickson (Percy West), Danny Strong (Jonathan Levinson), Robert Arce (Mr. Beach), Larry Bagby (Larry [come Larry Bagby III]), Molly Bryant (Ms. Murray), Justin Doran (Hogan), Jay Michael Ferguson (Studente #1), Keram Malicki-Sánchez (Freddy), Rich Muller (Studente #2), Lauren E. Roman (Nancy [come Lauren Roman]), Wendy Worthington (Lunch Lady), Eli Jones (Jared [non accreditato])

## Scelte
- Titolo originale: Choices
- Diretto da: James A. Contner
- Scritto da: David Fury

### Trama
Buffy decide di andare all'università, nonostante Wesley le dica che, in quanto Cacciatrice, non può farlo. Riescono tuttavia a trovare un accordo: se Buffy impedirà l'Ascensione di Wilkins e a neutralizzare Faith, allora se ne potrà parlare. 
Wilkins ordina a Faith di ritirare per lui una cassa di Gavroc venuta dall'America Centrale.
Angel e Buffy irrompono nell'ufficio di Wilkins per rubare la cassa Gavroc, mentre Willow, che ormai ha familiarità con la magia, la usa per uccidere uno dei vampiri di Wilkins; all'interno di una stanza trova inoltre i Libri dell'Ascensione e inizia a leggerli, venendo però scoperta e catturata da Faith. Buffy uccide uno dei vampiri di Wilkins, ma non prima di essere riuscita a estorcergli alcune informazioni sulla cassa: scopre che al suo interno c'è un'essenza demoniaca, di cui Wilkins deve nutrirsi per portare a compimento l'Ascensione. Nonostante Wesley non voglia saperne di un patteggiamento, Buffy decide di restituire la cassa in cambio di Willow, che si trova ancora nelle mani di Faith. Quella stessa notte, Wilkins, Faith e alcune guardie di sicurezza si recano all'Istituto scolastico, in cui avverrà lo scambio.
Wilkins cerca di convincere Angel che tra lui e Buffy non potrà mai funzionare, a causa della differenza di età e per il fatto che il vampiro non invecchierà mai; anche Wilkins si era sposato, ma al contrario della moglie lui non deperiva e ciò aveva reso il loro rapporto inutile e triste. 
Una delle guardie di sicurezza del preside Snyder, sopraggiunto proprio allora, apre la cassa di Gavroc liberando alcuni ragni giganti che lo uccidono. Buffy chiude la cassa per evitare che ne escano altri, infine con Faith li uccide tutti, mentre Wilkins porta via la cassa. Lo scambio è stato fatto, ma Willow era riuscita a leggere i Libri dell'Ascensione e rubarne alcune pagine molto importanti, che consegna a Giles e Wesley.
- Altri interpreti: Kristine Sutherland (Joyce Summers), Harry Groener (Sindaco Richard Wilkins), Alexis Denisof (Wesley Wyndam-Pryce), Eliza Dushku (Faith), Armin Shimerman (Preside Snyder), Keith Brunsmann (Lacchè vampiro), Seth Coltan (Guardia della sicurezza #2), Bonita Friedericy (Manager), Brett Moses (Studente), Jason Reed (Guardia vampiro), Michael Schoenfeld (Guardia della sicurezza #1), Jimmie F. Skaggs (Corriere)

## Il ballo
- Titolo originale: The Prom
- Diretto da: David Solomon
- Scritto da: Marti Noxon

### Trama
Il ballo di fine anno si avvicina e tutti sono emozionati e felici di sapere con chi parteciparvi: Buffy con Angel, Anya con Xander e Willow con Oz. Però, a causa di quello che ha predetto il sindaco Wilkins e in seguito a una chiacchierata ammonitrice con Joyce, Angel capisce che non potrà mai offrire a Buffy una vita normale. Dopo aver avuto un incubo di un terribile matrimonio con lei, il vampiro decide di lasciarla; se sopravvivrà all'Ascensione se ne andrà da Sunnydale. La ragazza ne rimane sconvolta, ma poi capisce le sue ragioni.
La Cacciatrice si fa forza e si dà da fare per impedire a un compagno di scuola, Tucker, di fare una strage al ballo con alcuni Mastini Infernali, perché infuriato dopo esser stato rifiutato da una ragazza. 
Xander scopre che Cordelia è in bancarotta: il padre per dodici anni non ha pagato le tasse, quindi adesso lei è costretta a lavorare in un negozio di abbigliamento per potersi permettere un abito per la festa.
Buffy riesce a sconfiggere i Mastini, proteggendo tutte le coppie al ballo, tra cui anche Wesley e Cordelia. Jonathan sale sul palco e premia Buffy "Difensore di Classe" per tutti gli atti di eroismo di cui si è resa protagonista, donandole da parte di tutti un ombrello decorato. Dopo poco, Angel le fa la sorpresa di presentarsi in smoking per il loro ultimo ballo insieme.
- Altri interpreti: Kristine Sutherland (Joyce Summers), Alexis Denisof (Wesley Wyndam-Pryce), Brad Kane (Tucker Wells), Emma Caulfield (Anya), Andrea Baker (ragazza venditrice [come Andrea E. Taylor]), Damien Eckhardt (Jack Mayhew), Bonita Friedericy (sig.ra Finkle), Monica Serene Garnich (bella ragazza), Stephanie Denise Griffin (ragazza in frac), Joe Howard (prete), Mike Kimmel (Harv), Tove Kingsbury (ragazzo in frac), Danny Strong (Jonathan Levinson), Michael Zlabinger (studente al microfono)
- Musiche:
  - Dearly Beloved di Christophe Beck si sente mentre Angel sogna di sposare Buffy;
  - Praise You di Fatboy Slim si sente durante le foto al ballo;
  - Class Protector di Christophe Beck si sente quando a Buffy viene consegnato il premio di "Difensore di Classe";
  - Wild Horses di The Sundays si sente mentre Buffy e Angel danzano al ballo.

## La sfida (1ª parte)
- Titolo originale: Graduation Day: Part 1
- Diretto da: Joss Whedon
- Scritto da: Joss Whedon

### Trama
Il gran giorno sta arrivando: la consegna dei diplomi e l'Ascensione di Wilkins sono imminenti. La gang non sa come comportarsi, fino a quando Anya non rivela di aver assistito a un'Ascensione 800 anni prima, nella valle di Koskov: la trasformazione di un essere umano in un demone Lohesh. Wesley non sembra spaventato perché i demoni Lohesh non sono particolarmente forti, tuttavia Anya spiega che i demoni che finora hanno affrontato sono solo degli ibridi, poiché col tempo si sono mischiati con gli umani;  un'Ascensione trasforma un umano in un demone nella sua versione più pura, diventando molto più forti e grandi dei demoni contemporanei. 
Faith uccide un vulcanologo su ordine di Wilkins, il quale si prepara per l'Ascensione mangiando tutti i ragni all'interno della cassa Gavroc. Buffy intuisce che la morte del vulcanologo è legata all'Ascensione. Wesley fa le sue indagini e scopre che il vulcanologo aveva scoperto i resti di un'enorme creatura ritrovata nei sotterranei di un vulcano; presi per essere i resti di un dinosauro, in seguito comprendono trattarsi di un demone puro. Per ucciderlo è necessaria la forza esplosiva di un vulcano.
Mentre Willow perde la propria verginità facendo l'amore con Oz, Giles intuisce che Wilkins durante l'Ascensione si trasformerà in un demone Olvikan; ipotizza che, una volta avvenuta la metamorfosi, Wilkins perderà la propria immortalità.
Nel frattempo, Faith per sbarazzarsi di Buffy colpisce Angel con una freccia imbevuta di un veleno, noto come "Assassino dei Morti", l'unico che abbia effetto sui vampiri. Stando alle ricerche di Willow e Oz, solo il sangue di una Cacciatrice può guarirlo. Una furibonda Buffy, dopo aver ricevuto il rifiuto di aiuto da parte del Consiglio degli Osservatori che non vuole usare le proprie risorse per salvare un vampiro, decide di non obbedire più ai loro ordini, né a quelli di Wesley. Per salvare Angel, decide di uccidere Faith. 
Si reca all'appartamento della rivale e, dopo uno scontro all'ultimo sangue, la pugnala con il suo stesso coltello. Tuttavia, Faith si butta giù dal balcone e atterra su un camion in corsa che la porta lontano. Buffy osserva la scena sconvolta.
- Altri interpreti: Kristine Sutherland (Joyce Summers), Harry Groener (Sindaco Richard Wilkins), Alexis Denisof (Wesley Wyndam-Pryce), Mercedes McNab (Harmony Kendall), Ethan Erickson (Percy West), Eliza Dushku (Faith), Armin Shimerman (Preside Snyder), James Lurie (Mr. Miller), Adrian Neil (Lacchè vampiro #1), Hal Robinson (Lester), John Rosenfeld (Lacchè vampiro #2)

## La sfida (2ª parte)
- Titolo originale: Graduation Day: Part 2
- Diretto da: Joss Whedon
- Scritto da: Joss Whedon

### Trama
Buffy, credendo di aver ucciso Faith, il cui corpo è stato trasportato via da un camion, decide di far bere a Angel il suo stesso sangue, malgrado lui non voglia. Lo obbliga prendendolo a pugni, lui muta in vampiro e la morde, ma riesce a fermarsi appena in tempo prima di ucciderla. La porta priva di coscienza in ospedale, dove anche Faith è ricoverata in stato di coma. 
Wilkins, che ormai si era affezionato a Faith, tenta di uccidere Buffy approfittando del fatto che non ha ancora recuperato i sensi, ma viene fermato da Angel che arriva ad aggredirlo. Wilkins lascia l'ospedale, garantendogli che farà di peggio quando giungerà il momento dell'Ascensione. Mentre è priva di sensi, Buffy sogna Faith che le dà un consiglio utile per la battaglia, facendole notare che per battere Wilkins avrà bisogno di moltissime armi; non potrà però usarle tutte da sola.
Quando la Cacciatrice si sveglia, pone un affettuoso bacio sulla fronte di Faith. Ha infatti compreso cosa volesse dirle la sua rivale: ha bisogno dell'aiuto di tutti gli studenti della scuola per sconfiggere Wilkins. 
Nonostante Buffy non voglia più lavorare per il consiglio degli Osservatori, Wesley decide di aiutarla comunque. 
L'Ascensione avverrà durante un'eclissi solare, quindi Wilkins potrà contare sull'aiuto dei propri vampiri.
Il giorno del diploma è arrivato e coincide con l'anniversario del Centenario della fondazione di Sunnydale. Gli studenti si preparano a combattere Wilkins, che durante la cerimonia tiene il suo discorso da sindaco, ma arrivata l'eclissi si trasforma nell'Olvikan, un gigantesco serpente. Arriva persino a divorare il preside Snyder.
Gli studenti, armati da Buffy e dai suoi amici, affrontano i vampiri sconfiggendoli tutti. Buffy mostra a Wilkins il pugnale con cui ha quasi ucciso Faith, per far leva sui suoi sentimenti umani poiché il sindaco si era morbosamente affezionato alla ragazza. Difatti, trasmutato in un orribile e gigantesco serpente, insegue Buffy fin dentro la scuola. La Cacciatrice corre lungo i corridoi e si lancia da una finestra per uscire all'esterno. In quel momento la struttura viene fatta esplodere da Giles con un detonatore e sia Wilkins che l'istituto scolastico saltano in aria.
I ragazzi stanno tutti bene, anche se Buffy è piuttosto stanca. Mentre parla con Giles, vede in lontananza Angel che la osserva come per dirle addio, dopo di che si volta e se ne va da Sunnydale.
- Altri interpreti: Harry Groener (Sindaco Richard Wilkins), Alexis Denisof (Wesley Wyndam-Pryce), Danny Strong (Jonathan Levinson), Larry Bagby (Larry Blaisdell [come Larry Bagby III]), Mercedes McNab (Harmony Kendall), Ethan Erickson (Percy West), Eliza Dushku (Faith), Armin Shimerman (Preside Snyder), Paulo Andrés (Dr. Powell [come Paulo Andres]), Thomas Bellin (Dr. Gold [come Tom Bellin]), Susan Chuang (Infermiera), Samuel Bliss Cooper (Lacchè vampiro)